# 안세바주

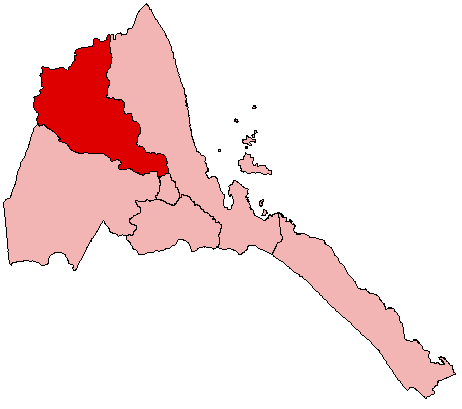
안세바주

안세바주(티그리냐어: ኣንሰባ)는 에리트레아 서부에 있는 주(州)로, 주도는 케렌이며 면적은 23,200km2, 인구는 457,078명이다.